# 倉茂武
倉茂 武（くらしげ たけし、1908年（明治41年）3月15日 - 1998年（平成10年）2月1日）は「競輪の生みの親」とも称される人物。通称は倉茂 貞助（くらしげ ていすけ）。 

## 来歴
父の赴任地宮城県仙台市生まれ、新潟県中頸城郡吉川町（現上越市）出身。倉茂家は新田義貞の一統が落武者となり、その子孫と伝えられる。父は陸軍中将倉茂三蔵、叔父（父の弟）倉茂周蔵は陸軍少将。福岡太刀洗近郊の旧制中学4年を修了し、陸軍士官学校に入る。市ヶ谷台の大きな池を泳ぐ奇行で教官に呆れられ、禁煙の場所で煙草を吸っていたことで営倉に入れられた。1928年（昭和3年）、陸軍士官学校第四十期生として卒業、近衛騎兵連隊に配属。同年の昭和天皇の大礼で東京への還幸で東京停車場-宮城間の鹵簿に列する。近衛では隅田川の馬での渡河をして注目を浴び、それまで江戸時代に記録はあったが陸軍では倉茂しか行っておらず、周りからはこれも奇行のようにみられたという。その後、北支那方面軍の下で主に中国共産党の秘密調査を行った。胸を悪くしたことから1937年（昭和12年）10月、陸軍大尉で一時退役。内地に戻り療養、体調が回復、ボルネオ島の司令部か華北での調査のどちらかをすることになったが、以前にマラリアに罹ったことがあったため蚊の多いボルネオではなく中国で従軍を選ぶ。満洲の騎兵師団参謀部付となり、シベリアと隣接する蒙古で地図作成、基地利用の可能性を探る軍事調査を担い、日本人が行ったことのなかった蒙古の奥地にも赴いた。
後に女性への強制猥褻強姦罪で軍法会議にかけられ懲役5年の実刑判決、これにより1940年（昭和15年）10月14日、大尉を失官、正七位を失位、勲四等瑞宝章及び昭和六年乃至九年事変従軍記章、大礼記念章（昭和）を褫奪された。倉茂はこの事件について後に無実の罪であると主張している。
戦後の1947年（昭和22年）9月、海老澤清（海老澤清文）と国際スポーツ株式会社を設立。「報償制度併用による自転車競走」という企画を考えた。その実現には法制化が必要なため、同年10月に自転車競技法期成連盟を結成した。
この企画の草案は当時の国営競馬制度に範をとったもので、施行者は政府と県、最高配当を100倍に制限、控除率は18%などとしていた。しかし、GHQと協議し政府を施行者にすべきではないなどの要望を取り入れて修正（当時「競犬法」「ハイアライ法」という競合ギャンブル法案が提出されていた影響もあったといわれる）、控除率も25%とし、1948年（昭和23年）4月にGHQの認可を得た。
国会では倉茂の根回しが成功してすんなり進み、同月7月に審議未了で国会閉会直前に倉茂の味方となってくれた議員が緊急動議を出してくれて他の法案を後回しにして滑り込みで衆議院通過、そして同年8月に自転車競技法が成立、同年11月20日に国体会場でもあった三萩野競輪場（現小倉競輪場）において第1回の競輪競走が開催された。倉茂は自転車振興会連合会の設立にも携わり、常務理事に就任した。後継団体となる日本自転車振興会（現JKA）の参与、理事、再び参与、相談役を歴任した。また、1964年東京オリンピックの大会組織委員会の幹事を務めている。
1983年（昭和58年）11月には、通商産業大臣賞を受賞した。
1998年（平成10年）2月1日、心不全のため死去、89歳。
大宮競輪場で行われるGIII（記念競輪）は、2002年（平成14年）1月の53周年大会から「倉茂記念杯」と銘打っている。

## 栄典
位階
- 1928年（昭和3年）12月28日 - 正八位[18]
- 1931年（昭和3年）11月16日 - 従七位[19]
- 1936年（昭和11年）5月11日 - 正七位[20]
  - 1940年（昭和15年）10月14日 - 失位[10]

勲章等
- 1934年（昭和9年）4月29日 - 勲六等旭日章、昭和六年乃至九年事変従軍記章（昭和六年乃至九年事変の功）[21]
- 1936年（昭和11年）7月10日 - 勲五等旭日章（昭和六年乃至九年事変の功）[22]
- 1939年（昭和14年）4月13日 - 勲四等瑞宝章[12]
  - 1940年（昭和15年）10月14日 - 勲四等、昭和六年乃至九年事変従軍記章、大礼記念章（昭和）褫奪[11]。

## 著書
- 世界の賭け事（東洋経済新報社、1957）
- 賭 サイコロからトトカルチョまで（荒地出版社、1959）
- わが国の賭けごと史（日本自転車振興会、1974）
- 競輪誕生の思い出 自転車競技法成立までの秘録（週間レース社、1979）

この他、百科事典の賭け事項目も執筆。